# Louis Bobé
Louis Theodor Alfred Bobé (ur. 21 kwietnia 1867 w Kopenhadze, zm. 28 lipca 1951 w Dronningmølle) – duński archiwista i historyk.
Urodził się jako syn właściciela fabryki produkującego wyroby galanteryjne Oscara Maximiliana Bobé i Johanny Louise z domu Jensen. W 1886 rozpoczął studia z języka i literatury niemieckiej na Uniwersytecie Kopenhaskim, które przerwał po czterech latach i rozpoczął samodzielne badania historyczne w królewskim archiwum, gdzie pracował też jako asystent w latach 1898–1905. Doktorat uzyskał w 1910 na podstawie dysertacji „Frederikke Brun, født Munter, og hendes Kreds hjemme og ude” i od tego momentu rozpoczął pracę jako nauczyciel akademicki (m.in. germanistyki i paleografii), którą ostatecznie zakończył dopiero jako 80-latek. W latach 1919–1928 wykładał na Uniwersytecie Kopenhaskim. Członek lub członek honorowy wielu towarzystw historycznych i genealogicznych duńskich, szwedzkich i fińskich. Od 1921 do śmierci był członkiem Kapituły Orderów Królewskich na stanowisku historiografa orderów (Ordenshistoriograf Officiant).

## Odznaczenia

Odznaka Członka Kapituły Orderów Królewskich na połączonej wstędze orderów Słonia i Danebroga.

- Komandor 1. Stopnia Orderu Danebroga (1937)[2][3]
- Komandor 2. Stopnia Orderu Danebroga (1933)[1]
- Odznaka Honorowa Orderu Danebroga (1922)[1][2][3]
- Kawaler Orderu Danebroga (1910)[1]
- Odznaka Członka Kapituły Orderów Królewskich (1921)[3]
- Odznaka Pamiątkowa Duńskiego Czerwonego Krzyża dla Opiekunów Jeńców Wojennych (1914-19)[2]
- Wielki Oficer Orderu Gwiazdy Czarnej (Francja/Benin)[2]
- Kawaler 1. Klasy Orderu Świętego Olafa (Norwegia)[2]
- Oficer Orderu Oranje-Nassau (Holandia)[2]
- Krzyż Zasługi Pruskiego Czerwonego Krzyża (Niemcy)[2]
- Odznaka Honorowa Czerwonego Krzyża (Austria)[2]
- Srebrny Medal Czerwonego Półksiężyca (Turcja)[2]

## Publikacje (wybór)
- Operahusets Brand paa Amalienborg (1889)
- Geheimrat Detlev v. Ahlefeldts Memoiren (1896)
- Lavaters Rejse til Danmark 1793 (1898)
- Roskilde adelige Jomfrukloster 1699-1899 (1899)
- Greve Hantzau-Breitenburga Erindringer (1900)
- C. D. Biehls Breve om Christian VII (1901, 1919)
- H. C. Andersen og Storhertug Carl Alexander af Weimar (1905)
- J. Baggesens Labyrinthen (1909)
- Brahe-Trolleborg (1909)
- C. D. Biehls Brev og Selvbiografi (1909)
- Frederikke Brun, født Munter (1910)
- Johannes Ewalds Levnet og Meninger (1911)
- Om Prins Hans af Glucksborg (1911)
- E. Thorhallesens Beskrivelse over missionerne i Grønlands søndre distrikt (1914)
- L. Dalager, Grønlandske Relationer (1915)
- A. Oehlenschlagers Ungdomserindringer (1915)
- Fra Renaissance til Empire (1916)
- Danske Len (1916)
- Fr. Bruns Ungdomserindringer (1917)
- Tamalat (1918)
- Die Ritterschaft in Schleswig u. Holstein (1918)
- Frederiksberg Slot (1919)
- Bremerholms Kirke og Menighed 1619-1919 (1920)
- Grønlandsbogen (1921)
- Die deutsche St. Petri Gemeinde 1575-1925 (1925)
- Hans Egedes Skrifter om Grønland (1925)
- P. O. Walløes Dagbøger (1927)
- Stamtavle over Slægten Rantzau (1931)
- Slægten von Schack (1932)
- Ida Brun Grevinde Bombelles (1932)
- Mindebogen (1932)
- Mémoires de Flahaut d'Angiviller (1933)
- Moritz Hartmann og de Danske i Venedig (1933)
- Aug. Hennings' Dagbog 1802 (1934)
- L'immigration des Français en Danemark (1935)
- Diplomatarium groenlandicum (1936)
- Thorvaldsen i Kærlighedens Aldre (1938)
- Bakkehuset (1938)
- La reine Charlotte Amélie (1940)
- Charlotte Amalie, Königin zu Dänemark, Prinzessin zu Hessen-Cassel, und die Anfänge der deutsch und französisch reformierten Kirche zu Kopenhagen (1940)
- Hans Egede og Grønland (1941)
- J. Ewalds Levned og Meninger (1942)
- Johannes Ewald (1943)
- Hans Egede, Grønlands Missionær og Kolonisator (1944)
- Bakkehusmuseet 1925-45 (1945)
- De Kongelige Danske Ridderordener og Medailler (1950)